# Pieris rapae
Pieris rapae (popular albilița, fluturele verzei) este un fluture din familia Pieridae. Larvele sale se hrănesc cu varză.